# Râul Măcrișu, Zăbala
Râul Măcrișu este un curs de apă, afluent al râului Zăbala.

## Hărți
- Harta Munții Vrancea  Arhivat în 9 iunie 2008, la Wayback Machine.